# Антон Гюнтер I (граф Шварцбург-Зондерсгаузена)
Антон Гюнтер I Шварцбург-Зондерсгаузенский (нем. Anton Günther I. von Schwarzburg-Sondershausen; 9 января 1620 — 19 августа 1666) — граф из Шварцбургского дома, правивший из своей резиденции в Зондерсхаузене.

## Биография
Граф Антон Гюнтер I — сын графа Кристиана Гюнтера I Шварцбург-Зондерсгаузенского (1578—1642) и его супруги графини Анны Сибиллы (1584—1623), дочери графа Альбрехта VII Шварцбург-Рудольштадтского. После смерти отца братья поделили графство между собой, и Антон Гюнтер I получил побочные владения Шварцбург-Зондерсгаузена за исключением амтов, отошедших брату Людвигу Гюнтеру II. Граф Антон Гюнтер заботился о церкви и школах, в 1621 году начал восстановление сгоревшей городской церкви Зондерсгаузена и выстроил заново сгоревшее в 1657 году здание приходской школы.

## Потомки
Антон Гюнтер I 29 октября 1644 года женился на Марии Магдалене (1622—1689), дочери пфальцграфа Георга Вильгельма Цвейбрюккен-Биркенфельдского. У супругов родились:
- Анна Доротея (1645—1716), замужем за Генрихом IV Рейсс-Грейцским (1650—1686)
- Кристиан Вильгельм (1647—1721), граф и с 1697 года князь Шварцбург-Зондерсгаузена, женат на женился на Антонии Сибилле (1641—1684), дочери графа Альбрехта Фридриха Барби-Мюлингенского, затем на Вильгельмине Кристиане (1658—1712), дочери герцога Иоганна Эрнста II Саксен-Веймарского
- Клара Юлиана (1648—1739)
- Элеонора София (1650—1718), деканисса Кведлинбургского монастыря
- Антон Гюнтер II (1653—1716), граф и с 1697 года князь Шварцбург-Зондерсгаузена и Арнштадта, женат на Августе Доротее (1666—1751), дочери герцога Антона Ульриха Брауншвейг-Вольфенбюттельского
- Мария Магдалена (1655—1727)
- Георг Фридрих (1657)
- Георг Эрнст (1658—1659)
- Людвиг Гюнтер III (1660)
- Иоганна Елизавета (1662—1720)